# متحف العين الوطني
متحف العين الوطني هو متحف في مدينة العين في الإمارات العربية المتحدة. يعد المتحف الأقدم في البلد حيث تم افتتاحه في 2 نوفمبر 1971 وذلك قبل الاتحاد، ويقع المتحف بالقرب من قلعة الشيخ سلطان (أو الحصن الشرقي). ينقسم المتحف إلى قسمان، قسم علم الإنسان التطبيقي وقسم الآثار. يتبع المتحف لدائرة الثقافة والسياحة – أبوظبي 
يقدم قسم علم الإنسان التطبيقي نبذة عن حياة الإنسان في المنطقة لأكثر من 8000 سنة حتى ظهور النفط. يضم القسم العديد من الصور الفوتوغرافية لفترة الستينات. أما قسم الآثار فيعرض العديد من الآثار من حقب تاريخية عدة وأقدمهن تعود إلى نحو 7500 سنة.

## الموقع
يقع متحف العين الوطني في حي المربعة في وسط المدينة على طرف واحة العين، في شارع الشيخ زايد بالقرب من قلعة الشيخ سلطان بن زايد (أو الحصن الشرقي) في المجمّع نفسه  

## مبنى المتحف
يعود المبنى الحالي للمتحف لمالكه الشيخ سلطان بن زايد آل نهيان، وقد تم بناؤه عام 1910 ليكون بمثابة حصن ومقر إقامة له  قبل أن يعين حاكماً لإمارة أبوظبي وقد افتتح متحف العين الوطني ابوظبي لأول مرة في عام 1970 في قلعة الشيخ سلطان بن زايد  ومن ثم تم نقله إلى مقره الحالي في عام 1971

## أقسام المتحف
يقدم المتحف  لمحة من مختلف أوجه الحياة في الإمارات العربية المتّحدة من خلال أربعة أقسام : قسم الآثار وقسم الإثنوغرافيا وقسم الهدايا التذكارية وقسم النفط 

### قسم الآثار

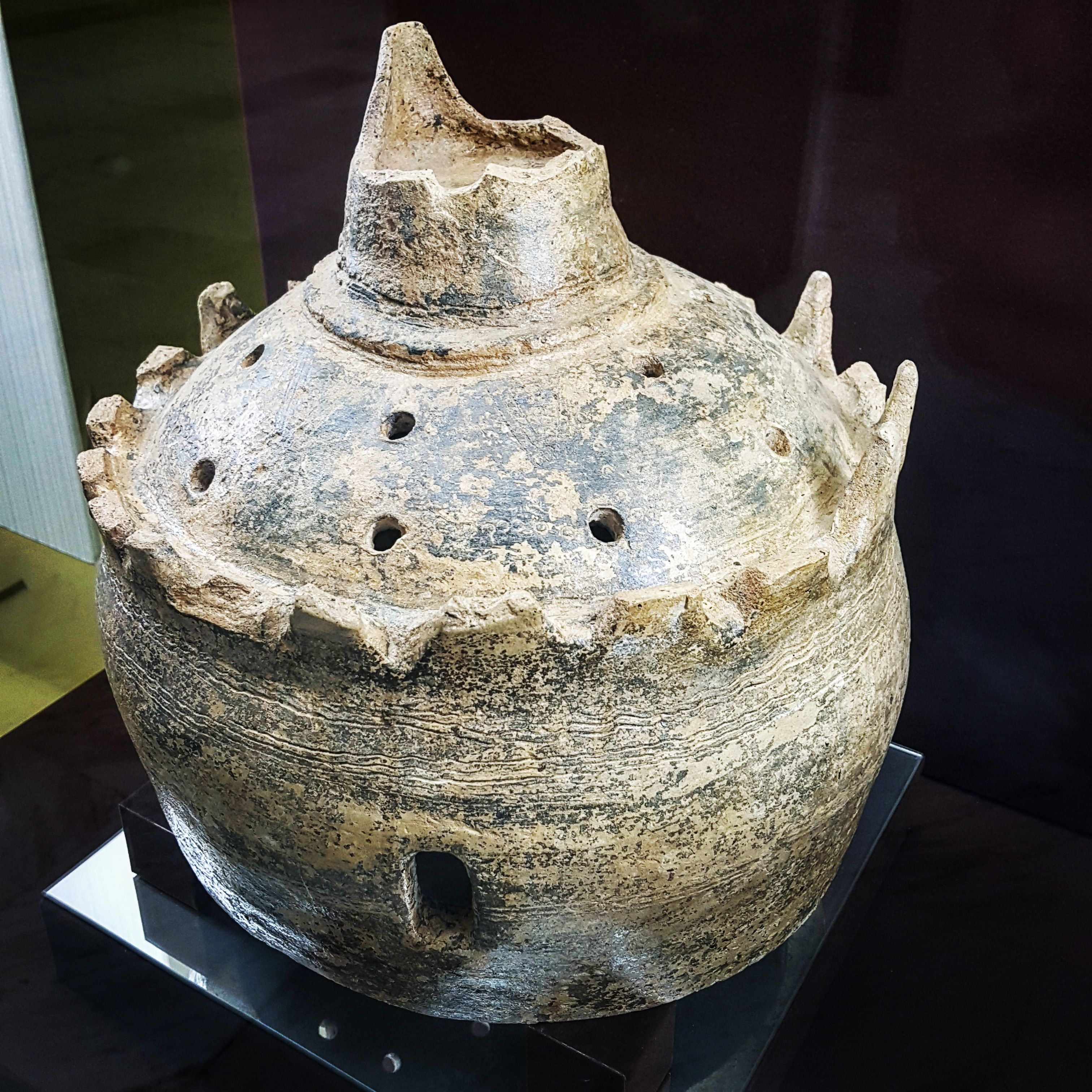
آنية من العصر الحديدي من موقع بدع بنت سعود

يضم القسم قطعاً أثرية مرتبة حسب تسلسلها الزمني ضمن الترتيب التالي:
- العصر الحجري: ويضم رؤوس سهام ومكاشط وأدوات حجرية.
- العصر البرونزي: يعرض هذا المعرض ثلاث حقب، وهي حقبة حفيت، وحقبة أم النار، وحقبة وادي سوق، ومن أهم المعروضات: أواني فخارية يعود تاريخها إلى الفترة من 3200 إلى 2700 ق.م، وقد تم العثور عليها في مدافن جبل حفيت، ودلايات ذهبية على هيئة حيوانات تمّ العثور عليها في مدفن القطارة في مدينة العين، وإبر خياطة، وشفرات من البرونز، وسنارات صيد، وعظام حيوانات تمّ العثور عليها في جزيرة أم النار.
- الألفية الثالثة والثانية قبل الميلاد أو العصر الحديدي :وتمثله آثار الهيلي وآثار بدع بنت سعود والرميلة حيث  يرجع تاريخ بعض المعروضات، مثل تلك المستخرجة من قرن بنت سعود (12 كيلومتراً شمال هيلي) إلى الألفيّة الأولى قبل الميلاد.
- الحقب الهيلينية: وتضم  سهام حديدية، وأطباق فخارية، وخنجر، وزمزمية، وجرة خضراء

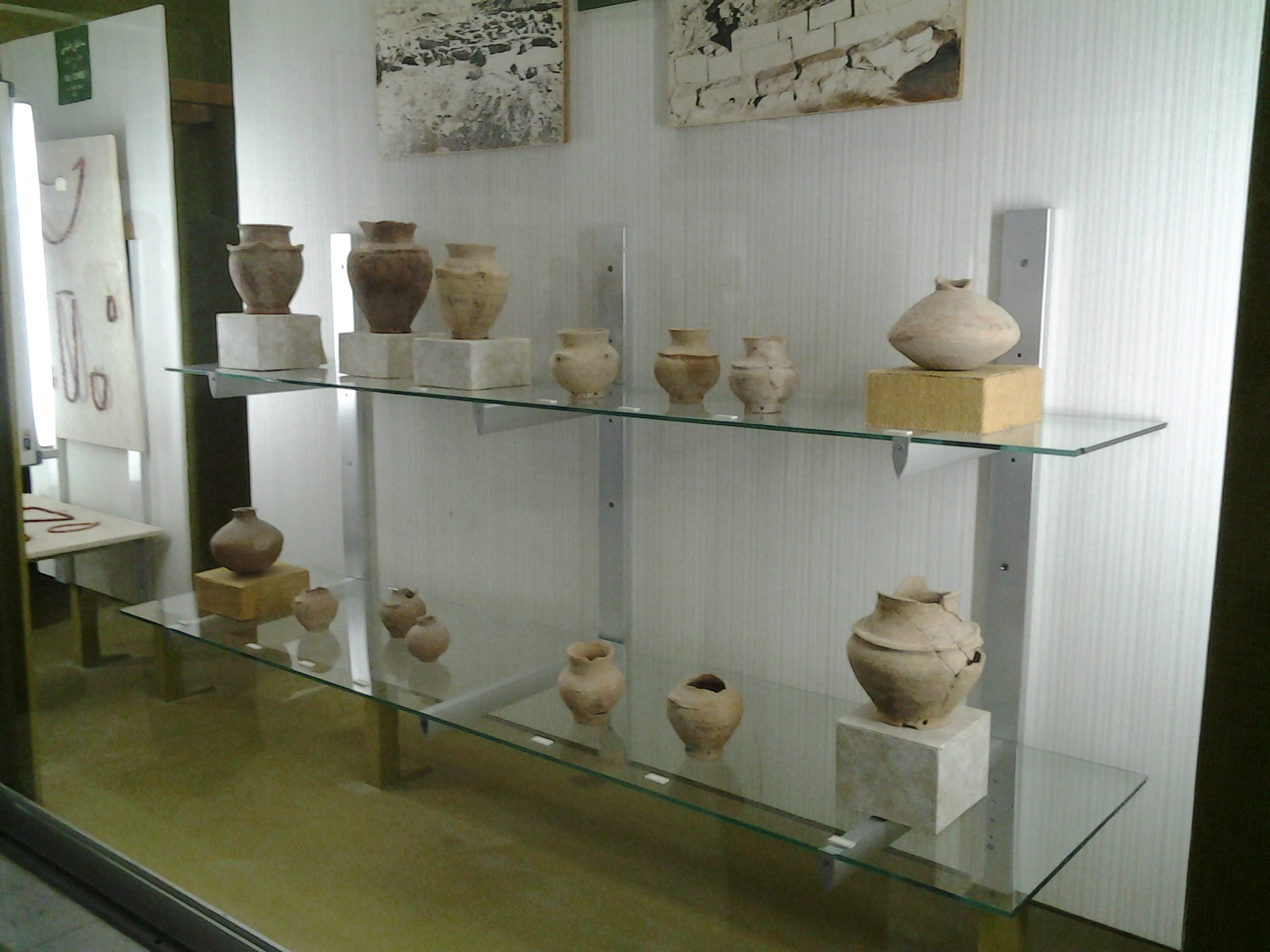
من معروضات متحف العين الوطني

- العصور الإسلامية

### قسم التراث (الإثنوغرافي)
يستعرض  الحياة  في فترة ما قبل النفط،، مثل التعليم والزواج والحياة العملية. كما  يحتفظ بنسخٍ قديمة من القرآن الكريم، بالإضافة إلى مجموعة من المخطوطات واللباس التقليدي ومواد التجميل و مقتنيات البدو كالمجوهرات والآلات الموسيقية والأسلحة ومجالس عربية أعيد بناؤها.

### قسم الهدايا
يضم الهدايا الثمينة التي قُدمت للشيخ زايد بن سلطان آل نهيان، من قبل عدد من رؤساء وملوك الدول الأخرى، أهمها السيوف الذهبية والخناجر الفضية والأسلحة بالإضافة إلى سفينة ذهبية و.نخلة ذهبيّة  وهدايا  وأعمال فنية قدمت للمتحف من الدول العربية وتعدّ الحجرة التي أتى بها رواد الفضاء من القمر من أشهر العناصر في المتحف وقدّمتها الإدارة الوطنية للملاحة الجوية والفضاء (ناسا) في الولايات المتحدة الأمريكية بعد انطلاق رحلة أبولو 17 التاريخية إلى سطح القمر. بالإضافة إلى مجموعة من المواد المعدنية والفخارية والخزفية والزجاجية التي يعود تاريخها إلى الحقبة الأيوبية والمملوكية

### قسم النفط
يعرض  طريقة إنتاج البترول ومراحل العملية، بالإضافة إلى عرضه للمواد التي تُصنع من خامات البترول،  باستخدام شرائح مصورة مضاءة قدمتها لمتحف العين شركة نفط أبو ظبي "أدما".